# Caspase 1
A Caspase 1 é uma enzima que executa proteólise em proteínas, tais como em formas precursoras das citocinas inflamatórias, interleucina 1-β e interleucina 18, transformando-as em péptidos maduros. Pertence à família das proteases de cisteína, conhecidas como caspases, que quebram sempre as proteínas a seguir a um resíduos de aspartato. A caspase 1 é produzida como um zimogénio que é clivado em 2 subunidades (uma com 20 kDa (p20) e outra com 10 kDa (p10)) e depois transformada numa enzima activa. A caspase activa possui dois heterodímeros de p20 e p10.
Interage com uma proteína que contém um domínio CARD, denominada PYCARD (ou ASC) e está envolvida na activação de processos inflamatórios.
A Caspase 1 mostrou interação com NLRC4.

## Referência
1. ↑  Thornberry N, Bull H, Calaycay J, Chapman K, Howard A, Kostura M, Miller D, Molineaux S, Weidner J, Aunins J (1992). «A novel heterodimeric cysteine protease is required for interleukin-1 beta processing in monocytes». Nature. 356 (6372): 768-74. PMID 1574116
2. ↑  Mariathasan S, Newton K, Monack D, Vucic D, French D, Lee W, Roose-Girma M, Erickson S, Dixit V (2004). «Differential activation of the inflammasome by caspase-1 adaptors ASC and Ipaf». Nature. 430 (6996): 213-8. PMID 15190255
3. ↑  Damiano, Jason S; Oliveira Vasco, Welsh Kate, Reed John C (2004). «Heterotypic interactions among NACHT domains: implications for regulation of innate immune responses». England. Biochem. J. 381 (Pt 1): 213–9. PMC 1133779. PMID 15107016. doi:10.1042/BJ20031506
4. ↑  Damiano, J S; Stehlik C, Pio F, Godzik A, Reed J C (2001). «CLAN, a novel human CED-4-like gene». United States. Genomics. 75 (1-3): 77–83. ISSN 0888-7543. PMID 11472070. doi:10.1006/geno.2001.6579